# 格倫代爾科勒尼 (蒙大拿州)
格倫代爾科勒尼（英語：Glendale Colony）是位於美國蒙大拿州冰川縣的普查規定居民點。

## 人口
根據2020年美國人口普查的數據，格倫代爾科勒尼的面積為0.97平方千米，當中陸地面積為0.95平方千米，而水域面積為0.02平方千米。當地共有人口97人，而人口密度為每平方千米100人。